# Ministère du Commerce et du Tourisme
Pour les articles homonymes, voir Ministère du Commerce et Ministère du Tourisme.
Le ministère du Commerce et du Tourisme (en espagnol : Ministerio de Comercio y Turismo) est le département ministériel responsable de la politique commerciale, du commerce extérieur et du développement touristique en Espagne.
Occupé par trois titulaires, il existe entre 1977 et 1980, puis de 1993 à 1996.

## Fonctions

### Missions
Le ministère du Commerce et du Tourisme était chargé du développement de la politique commerciale, du commerce intérieur et extérieur, de la stimulation des investissements directs étrangers, de l'exécution et du développement de la politique touristique du gouvernement, et de la coordination, de l'impulsion et de la détermination des lignes directrice générale de la promotion extérieure du tourisme.

### Organisation
Le ministère s'organisait de la façon suivante,, : 
- Ministre du Commerce et du Tourisme (Ministro de Comercio y Turismo) ; 
  - Secrétariat d'État au Commerce extérieur (Secretaría de Estado de Comercio Exterior) ; 
    - Direction générale de la Politique commerciale ;
    - Direction générale du Commerce extérieur ;
    - Direction générale des Investissements extérieurs ;

  - Sous-secrétariat du Commerce et du Tourisme (Subsecretaría de Comercio y Turismo) ; 
    - Direction générale des Services ;
    - Secrétariat général technique ;
    - Direction générale du Commerce intérieur ;

  - Secrétariat général au Tourisme (Secretaría General de Turismo) ; 
    - Direction générale de la Politique touristique.

## Histoire
Le ministère est créé après les premières élections démocratiques, en 1977, par la fusion du ministère du Commerce (Ministerio de Comercio) et du ministère de l'Information et du Tourisme (Ministerio de Información y Turismo), tous deux établis en 1951 par le régime franquiste, le dernier étant notamment responsable de la censure de la presse. Il est cependant dissout trois ans plus tard, ses compétences étant réparties entre le ministère de l'Économie et du Commerce (Ministerio de Economía y Comercio) et le ministère des Transports et des Communications (Ministerio de Transportes y Comunicaciones).
En 1982, les compétences en matière commerciale passent au ministère de l'Économie et des Finances (Ministerio de Economía y Hacienda), celle sur le tourisme restant dans le champ du ministère des Transports. À l'occasion d'un important remaniement ministériel, le 12 mars 1991, le ministère de l'Industrie est réorganisé en ministère de l'Industrie, du Commerce et du Tourisme (Ministerio de Industria, Comercio y Turismo).
Finalement, en 1993, le ministère du Commerce et du Tourisme (Ministerio de Comercio y Turismo) est recréé. Il est absorbé trois ans plus tard par le ministère de l'Économie et des Finances.

## Titulaires depuis 1977
| Nom | Nom                      | Dates du mandat | Dates du mandat | Parti | Gouvernement(s)  |
| --- | ------------------------ | --------------- | --------------- | ----- | ---------------- |
|     | Juan Antonio García Díez | 05/07/1977      | 03/05/1980      | UCD   | Suárez II et III |
|     | Luis Gámir               | 03/05/1980      | 09/09/1980      | UCD   | Suárez III       |
|     |                          |                 |                 |       |                  |
|     | Javier Gómez-Navarro     | 14/07/1993      | 03/03/1996      | Aucun | González IV      |